# Gregori Chmara
Gregory Chmara né Grigorij Michailowitsch Chmara le 29 juillet 1878 à Poltava,, et mort le 3 février 1970 à Paris 9e, est un acteur et un metteur en scène français d'origine russe.

## Biographie
D'origine géorgienne, Gregori Chmara fut un élève de Constantin Stanislavski. Il commença sa carrière théâtrale en 1910 au Théâtre d'art de Moscou et joua avec Olga Knipper, l'épouse de Tchekhov. Il commença sa carrière cinématographique en 1915 dans le film muet Le Grillon du foyer (Sverchok na pechi) réalisé par Boris Souchkevitch d'après le livre de Charles Dickens.
En 1919 ou 1925, il émigra en Allemagne, et en 1935, il s'installa à Paris après un séjour aux États-Unis. Mort à Paris le 3 février 1970, Gregori Chmara est inhumé au cimetière russe de Sainte-Geneviève-des-Bois. En France, le livre de sa veuve Véra Volmane (1907-1995) Gregory Chmara, l'homme expressif est publié en 1979.

## Filmographie partielle
- 1923 : Raskolnikov de Robert Wiene : Rodion Raskolnikov
- 1923 : I.N.R.I. de Robert Wiene
- 1925 : La Rue sans joie de Georg Wilhelm Pabst
- 1925 : Les Bouddhas vivants (Lebende Buddhas) de Paul Wegener
- 1928 : Rasputin de Nikolai Larin et Boris Nevolin (rôle : Grigori Rasputin)
- 1929 : Un homme fort de Henryk Szaro
- 1934 : Une fois dans la vie de Max de Vaucorbeil
- 1948 : Mademoiselle s'amuse de Jean Boyer
- 1949 : Dernière Heure, édition spéciale de Maurice de Canonge
- 1949 : Mission à Tanger d'André Hunebelle
- 1951 : Les Joyeux Pèlerins d'Alfred Pasquali
- 1951 : Les Mains sales de Fernand Rivers et Simone Berriau
- 1955 : Les Chiffonniers d'Emmaüs de Robert Darène
- 1956 : Mannequins de Paris d'André Hunebelle
- 1958 : Les femmes sont marrantes  d'André Hunebelle
- 1956 : Elena et les Hommes de Jean Renoir
- 1957 : Les Fanatiques d'Alex Joffé
- 1959 : Mon pote le gitan de François Gir
- 1962 : Arsène Lupin contre Arsène Lupin d'Édouard Molinaro
- 1963 : La Belle Vie de Robert Enrico
- 1969 : Paris n'existe pas de Robert Benayoun

## Théâtre

### Metteur en scène
- 1953 : Le Marchand de Venise de William Shakespeare, Théâtre des Noctambules[8]
- 1954 : Le Marchand de Venise de William Shakespeare, Théâtre de Poche Montparnasse
- 1958 : Le Charme slave de Véra Volmane, La Comédie de Paris[9]
- 1958 : Humiliés et Offensés de Dostoïevsky. Adaptation : André Charpak[10], Nouveau Théâtre de Poche[11]
- 1959 : Les Petits Bourgeois de Maxime Gorki, Théâtre de l'Œuvre
- 1959 : Créanciers d'August Strindberg, Théâtre de Poche Montparnasse
- 1960 : Duel de Véra Volmane[10]
- 1960 : La Ligne de sang de Paul Arnold. Théâtre de l'Alliance française
- 1970 : Spectacle August Strindberg (avec les pièces Premier avertissement et Amour maternel), Studio des Champs-Élysées[12],[13]

### Comédien
- 1944 : Un ami viendra ce soir de Jacques Companéez. Mise en scène : Jean Wall[10]
- 1951 : Nausicaa du Mackenzie de Georges Arest. Mise en scène : Tania Balachova[10]
- 1955 : Les Poissons d'or de René Aubert. Mise en scène : André Villiers[10]
- 1967 : La Sonate des spectres d'August Strindberg. Mise en scène : Jean Gillibert[10]

## Élèves
- Hélène Laffly, Simone Landry[14].